# Мелёшино (Ивановская область)
Мелёшино — село в Палехском районе Ивановской области. Входит в Раменское сельское поселение.

## География
Находится в 5 км к востоку от Палеха.

## История
Первые сведения о селе Мелёшине (Ново-Воскресенском) находятся в патриарших окладных книгах за 1639 год, здесь отмечена вновь построенная церковь Воскресения Христова в вотчине Никифора Юрьевича Плещеева. По книгам 1653 года при этой церкви значится двор попов, дьячков и пономарёв, в приходе двор вотчинников, двор приказчиков, 72 двора крестьянских и 4 бобыльских. Отметки о существовании церкви в Мелёшине продолжаются в окладных книгах до 1746 года. В 1816 году в Мелёшине построен каменный храм. Престолов в этом храме два: в холодном в память обновления храма Воскресения Христова, в трапезе тёплой во имя святого пророка Илии. В селе с 1885 года была открыта школа грамоты, учащихся было ежегодно около 20.
В конце XIX — начале XX века село входило в состав Вареевской волости Вязниковского уезда Владимирской губернии. В 1859 году в селе числилось 105 дворов, в 1905 году — 75 дворов.
С 1929 года село входило в состав Палехского сельсовета Палехском районе, с 1954 года — в составе Подолинского сельсовета, с 2009 года — в составе Раменского сельского поселения.

## Население
| 1859 | 1905 |
| ---- | ---- |
| 516  | 313  |

| 1859 | 1905 | 2010 |
| ---- | ---- | ---- |
| 516  | ↘313 | ↘48  |

## Инфраструктура
Село газифицировано, имеется водопровод.

## Русская православная церковь
В центре села, на холме, находится Церковь Воскресения Словущего, построенная в 1816 вместо деревянной церкви 1639.

## Достопримечательности
Между Мелёшино и деревней Дубоколиха расположен Мелёшинский лещиновый заказник общей площадью 50 га.